# Siêu nhí Astro
Siêu nhí Astro (tiếng Anh: Astro Boy) là một bộ phim siêu anh hùng hoạt hình máy tính của Hồng Kông - Mỹ công chiếu năm 2009 dựa trên bộ manga Tetsuwan Atom của tác giả người Nhật Bản Tezuka Osamu. Được sản xuất bởi Imagi Animation Studios (hãng phim hoạt hình có trụ sở tại Trại Loan, Hồng Kông), bộ phim do David Bowers đạo diễn kiêm viết kịch bản với Timothy Harris. Freddie Highmore tham gia lồng tiếng cho nhân vật Astro Boy trong phim, cùng sự tham gia của các diễn viên khác gồm Nicolas Cage, Bill Nighy, Eugene Levy, Nathan Lane, Kristen Bell, Matt Lucas, Charlize Theron và Donald Sutherland.
Bộ phim được phát hành bởi Summit Entertainment. Đây là bộ phim cuối cùng được sản xuất bởi Imagi Animation Studiostrước khi công ty đóng cửa vào ngày 5 tháng 2 năm 2010. Bộ phim được phát hành lần đầu tiên tại Hồng Kông vào ngày 8 tháng 10 năm 2009 và tại Hoa Kỳ vào ngày 23 tháng 10 năm 2009. Bộ phim nhận được nhiều ý kiến trái chiều từ nhà phê bình phim và là một thất bại về doanh thu khi chir kiếm được 42 triệu USD trên toàn thế giới với ngân sách 65 triệu USD. Với sự thất bại thảm hại về doanh thu, hãng Imagi Animation Studios đã buộc phải giải thể và sáp nhập với Blockade Entertainment vào ngày 5 tháng 2 năm 2010. Đây là bộ phim cuối cùng được sản xuất từ hãng phim này.

## Cốt truyện
Tobio Tenma (gọi tắt là Tobi) là một cậu bé 13 tuổi có năng khiếu sống ở thành phố Metro, một tiểu bang thành phố tương lai nổi trên bề mặt ô nhiễm của trái đất. Cha của Tobi, Tiến sĩ Tenma, là một người máy nổi tiếng và là người đứng đầu Bộ Khoa học, nhưng có mối quan hệ xa với Tobi. Tiến sĩ Tenma gặp nhà lãnh đạo tắc nghẽn của thành phố, Chủ tịch Stone để trình diễn một robot phòng thủ mới có tên là Người bảo vệ. Để cung cấp năng lượng cho nó, bạn của Tenma, Tiến sĩ Elefuntiết lộ các lõi màu xanh và đỏ, hai quả cầu năng lượng tương ứng phát ra năng lượng tích cực và tiêu cực đối lập. Chống lại lời cảnh báo của các nhà khoa học, Stone, tuyệt vọng giành chiến thắng trong cuộc bầu cử lại, đưa Lõi Đỏ vào Người bảo vệ, khiến nó trở nên điên loạn và Tobi, người đã lẻn vào phòng, vô tình bị Hòa bình giải tán trước khi nó có thể bị đóng cửa.
Một Tenma điều khiển quẫn trí bí mật xây dựng một bản sao robot của Tobi, hoàn chỉnh với tất cả các ký ức của Tobi, nhưng với hệ thống phòng thủ tích hợp để bảo vệ anh ta. Được cung cấp bởi Blue Core, bản sao được kích hoạt và tin rằng mình là Tobi, nhưng mặc dù anh ta có tâm trí của Tobi và tính cách tương tự, nó khiến anh ta trở thành một lời nhắc nhở đáng tiếc cho Tenma về cái chết của Tobi. Bản sao phát hiện ra các khả năng robot của anh ta bao gồm khả năng hiểu các robot không biết nói và chuyến bay chạy bằng tên lửa, nhưng anh ta bay đi khi biết được Tenma về nguồn gốc của mình và bị anh ta từ chối, rất buồn cho Elefun. Stone có lực lượng của mình theo đuổi bản sao, nhưng trận chiến dẫn đến việc anh ta rơi khỏi rìa thành phố lên bề mặt khi hạm của Stone ném anh ta bằng tên lửa.
Bản sao thức tỉnh trong một bãi rác khổng lồ, được tạo ra từ những con robot dư thừa bị đổ bởi Metro City. Anh gặp một nhóm trẻ em, Zane mù chữ nhưng thông minh, cặp song sinh bùn và Widget, và Cora lớn tuổi nhất có ác cảm với Metro City, đi kèm với một robot xử lý chất thải giống như con chó tên là Trashcan. Bản sao này cũng gặp gỡ các thành viên của Mặt trận Cách mạng Robot (RRF), Sparx bộ não, Robotsky cơ bắp và Mike the Fridge, những người muốn giải phóng robot khỏi sự kiểm soát của nhân loại, nhưng họ rất bất lực và bị ràng buộc bởi Luật Robotics. Tuy nhiên, họ đặt cho bản sao một cái tên mới, gọi anh là"Astro". Astro khởi hành cùng những đứa trẻ và thấy mọi người vẫn sống trên bề mặt. Anh ta được đưa vào bởi thợ sửa chữa robot Hamegg, người cũng điều hành một chiếc nhẫn chiến đấu robot. Ngày hôm sau, Astro tình cờ gặp một robot xây dựng ngoại tuyến cũ, Zog, người mà anh ta hồi sinh bằng cách chia sẻ một phần năng lượng của Blue Core. Hamegg vô tình quét Astro, phát hiện ra anh ta là một robot và làm tê liệt anh ta bằng máy bắn điện vào ngày hôm sau để sử dụng anh ta vào vòng chiến đấu.
Astro miễn cưỡng đánh bại các máy bay chiến đấu của Hamegg cho đến khi Zog được triển khai. Anh ta từ chối chiến đấu với Zog và thấy rằng Zog từ chối chiến đấu với anh ta. Khi Hamegg tàn nhẫn tấn công cả hai, Zog, người đi trước Luật Robotics, đã chiến đấu trở lại. Tuy nhiên, Astro bảo vệ Hamegg. Lực lượng của Stone đến để đưa Astro trở lại Thành phố Metro, và anh ta sẵn sàng đi theo họ. Gặp lại Tenma và Elefun, Astro đồng ý ngừng hoạt động, xin lỗi cha mình vì không phải là một cách thỏa mãn để thay thế Tobi. Nhận ra rằng mặc dù Astro không phải Tobi, anh ta vẫn là con trai mình, Tiến sĩ Tenma kích hoạt lại anh ta và để anh ta trốn thoát. Tức giận, Stone tải lại Lõi đỏ vào Hòa bình để gửi nó sau Astro, chỉ để nó hấp thụ anh ta và đảm nhận tính cách của anh ta. Hòa bình sau đó hấp thụ vũ khí và các tòa nhà, khiến nó trở nên to lớn như những tòa nhà chọc trời và khủng bố thành phố Metro, khiến Astro phải chiến đấu với nó. Trong trận chiến, khi những người bạn bề mặt của Astro cố gắng giúp anh ta, nhà máy điện của Thành phố Metro bị phá hủy, khiến nó rơi xuống đất. Astro sử dụng sức mạnh siêu phàm của mình để giúp nó hạ cánh an toàn.
Hòa bình cố gắng hấp thụ Astro để lấy lõi của anh ta, nhưng sự kết nối giữa lõi của họ khiến cả hai đau đớn trước khi tách chúng ra. Tiến sĩ Tenma tìm thấy Astro và thông báo cho anh ta nếu hai lõi hợp nhất, chúng sẽ bị phá hủy. Khi những đứa trẻ bị bắt, Astro tự giác bay vào Lõi Đỏ, tiêu diệt Người bảo vệ. Stone sống sót nhưng bị bắt vì hành động của mình. Elefun và những đứa trẻ tìm thấy cơ thể của Astro, hầu hết nguyên vẹn nhưng vô hồn. Tuy nhiên, Zog đã hồi sinh Astro bằng cách chia sẻ lại năng lượng Blue Core đã hồi sinh anh ta. Khi Astro đoàn tụ với tất cả bạn bè và cha mình, thành phố bất ngờ bị tấn công bởi một người ngoài hành tinh khổng lồ, và Astro ngay lập tức nhảy vào hành động.

## Diễn viên
- Freddie Highmore trong vai Astro và Toby Tenma, Astro là một bản sao robot của Toby, con trai của Tiến sĩ Tenma.
- Nicolas Cage trong vai Tiến sĩ Tenma, cha của Toby, người sáng tạo của Astro, và người đứng đầu Bộ Khoa học của Thành phố Metro.
- Kristen Bell trong vai Cora, [7] một cô gái tuổi teen sống trên bề mặt và kết bạn với Astro.
- Bill Nighy trong vai Tiến sĩ Elefun, bạn và cộng sự của Tiến sĩ Tenma; và như Robotsky, cơ bắp của Mặt trận Cách mạng Robot.
- Donald Sutherland với tư cách là Chủ tịch Stone, vị Chủ tịch tàn nhẫn và rất tham vọng của Thành phố Metro, người đang tranh cử lại.
- Samuel L. Jackson trong vai ZOG, một robot xây dựng 100 tuổi được hồi sinh nhờ năng lượng lõi xanh của Astro.
- Nathan Lane trong vai Hamegg, một người sống trên bề mặt, người sửa chữa máy móc và sau đó sử dụng chúng trong giải đấu chiến đấu của mình.
- Matt Lucas trong vai Sparx, lãnh đạo Mặt trận Cách mạng Robot.
- David Bowers trong vai Mike, một tủ lạnh biết nói và là thành viên thứ ba của Mặt trận Cách mạng Robot.
- Charlize Theron trong vai người kể chuyện về một video giáo dục được xem ở đầu phim.
- Eugene Levy trong vai Orrin, người hầu hộ gia đình hèn nhát của Tenma.
- Moisés Arias trong vai Zane, một đứa trẻ sống trên bề mặt.
- Alan Tudyk trong vai ông Squeegee, một robot dọn dẹp.
- David Alan Grier trong vai ông Squirt, một robot dọn dẹp.
- Madeline Carroll trong vai Widget, sinh đôi của bùn.
- Sterling Beaumon trong vai bùn, sinh đôi của Widget.
- Dee Bradley Baker trong vai Trashcan, một robot giống chó ăn rác.
- Elle Fanning trong vai Grace, một cô gái từ nhà của Hamegg, người đá vào chân Tổng thống Stone.
- Ryan Stiles trong vai ông Mustachio, giáo viên của Tobio.
- Newell Alexander là Tướng Heckler, người đứng đầu quân đội của Tổng thống Stone.
- Victor Bonavida trong vai Sam, một cậu bé tuổi teen từ nhà của Hamegg.
- Tony Matthews là cha của Cora.
- Bob Logan trong vai Stinger One, tay sai phi công của President Stone, người chỉ huy một nhóm máy bay có ống hút và muốn bắt Astro.
- Ryan Ochoa trong vai Rick, một cậu bé tuổi teen khác đến từ nhà của Hamegg.